# Radomira
Radomira je žensko osebno ime.

## Izvor imena
Ime Radomira je različica ženskaga osebnega imena Rada.

## Pogostost imena
Po podatkih Statističnega urada Republike Slovenije je bilo na dan 31. decembra 2007 v Sloveniji število ženskih oseb z imenom Radomira: 11.

## Osebni praznik
Osebe z imenom Radomira lahko praznujejo god takrat kot osebe z imenom Rada.